# Flájská hornatina
Flájská hornatina je geomorfologický okrsek Loučenské hornatiny, která patří do Krušných hor. Rozkládá se na území okresů Most a Teplice. Na západě sousedí s Novoveskou hornatinu, od níž ji odděluje hluboce zaříznuté údolí Bílého potoka. Její východní hranici tvoří Mikulovské údolí. Severní hranice sleduje státní hranice s Německem. Největšími sídly jsou na úpatí Litvínov, Osek a Hrob, výše v horách pak lyžařská střediska Meziboří, Český Jiřetín, Mikulov a Moldava s hraničním přechodem.
Vrcholový hřbet má podobu plošiny, která příkře spadá do prostoru Chomutovsko-teplické pánve. Svahová část je rozčleněna potoky v hluboká údolí. Vystupují zde především typické horniny Krušnohorského krystalinika, tj. ruly (ortoruly, pararuly) a horniny flájského žulového porfyru (hlavně v okolí vodní nádrže Fláje v blízkosti hory Loučná).
Nejvyšším vrcholem okrsku je Loučná (956 m). Dalšími významnými vrcholy jsou:
- Vlčí hora (892 m[3])
- Černý vrch (889 m)
- V oboře (889 m)
- Studenec (878 m)
- Oldřišský vrch (878 m)
- Bradáčov (876 m)
- Vrch tří pánů (874 m)
- Jelení hlava (874 m)
- Pestrý (871 m)
- Bouřňák (869 m)

Hlavními vodními toky oblasti jsou Bílý potok se svými četnými přítoky, Flájský potok, na němž je vybudována přehradní nádrž Fláje, a Bouřlivec protékající Mikulovským údolím. Jeho vody se zadržují v Teplické pánvi v nádrži Všechlapy.
Vegetaci hornatiny tvoří převážně bučiny na jižních svazích Krušných hor, přirozená vegetace vrcholového hřebenu byla v minulých staletích přeměněna na monokultury smrku. Většina těchto porostů však byla zcela poničena imisemi v druhé polovině 20. století. Lesy tak musely být nahrazeny nepůvodními dřevinami především pak modřínem, smrkem pichlavým, břízami nebo jeřábem. Po roce 1989 dochází v důsledku přísných imisních limitů k zlepšení ovzduší v Podkrušnohoří, a tím i k oživení přírody Krušných hor. Toto zlepšení bylo natolik rapidní, že se uvažuje o postupném zalesňování původními druhy, tj. smrkem ztepilým, bukem lesním a jedlí bělokorou.[zdroj?]
Nejcennější přírodní části představují rozlehlá rašeliniště (přírodní rezervace Grünwaldské vřesoviště nebo v okolí Flájské přehrady). Další chráněná území v regionu jsou přírodní památky Lomské údolí, Domaslavické údolí a Buky na Bouřňáku a přírodní rezervace Vlčí důl (obsahuje zrušenou přírodní památku Vrása). Velkou část území zahrnuje také přírodní park Loučenská hornatina.